# Operacja Tabarin

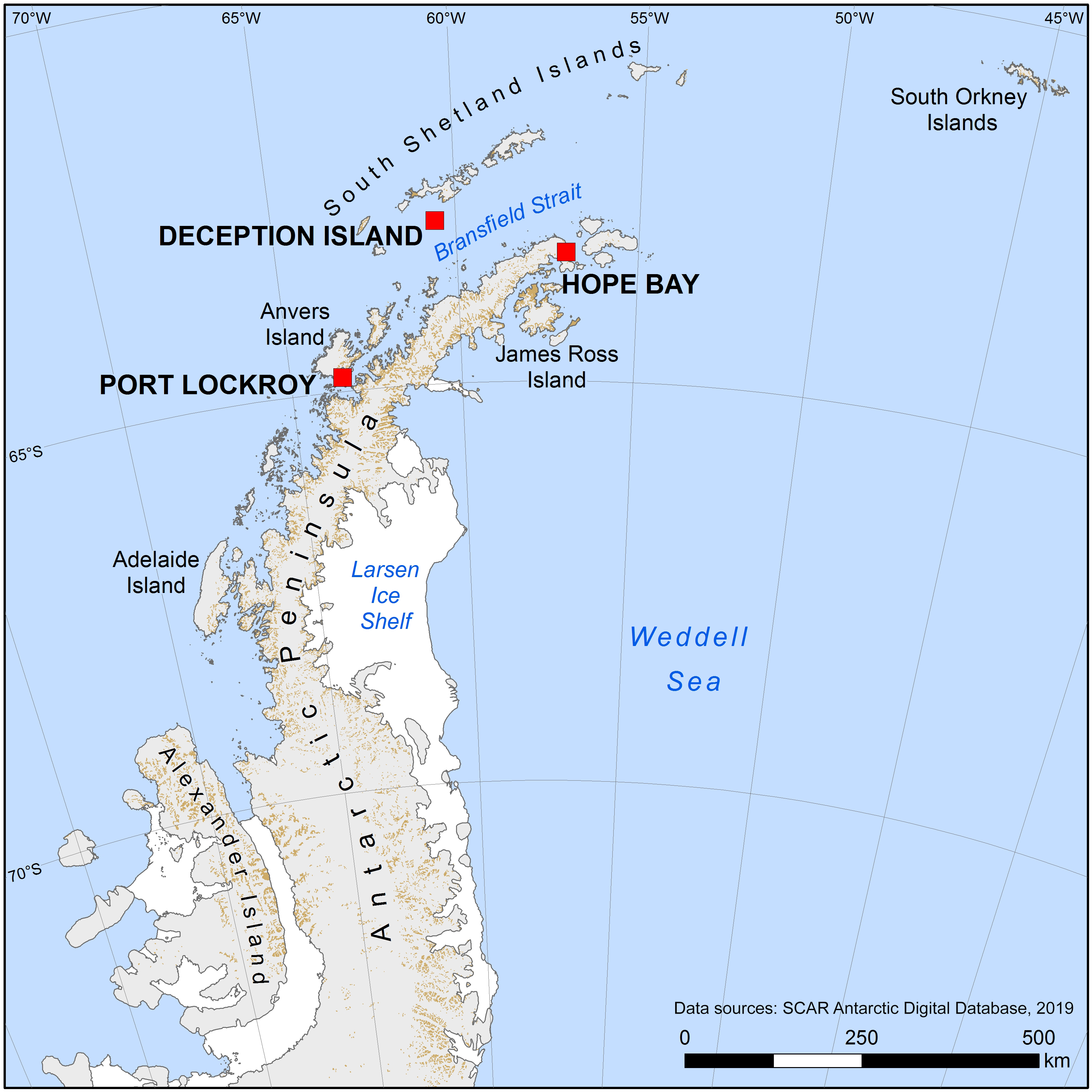
Bazy Operacji Tabarin: Baza A (Port Lockroy), Baza B (Deception Island) i Baza D (Zatoka Nadziei)

Operacja Tabarin (ang. Operation Tabarin) – tajna operacja Wielkiej Brytanii w latach 1943–1945, której celem było zabezpieczenie trwałej obecności Wielkiej Brytanii w Antarktyce poprzez założenie baz na Antarktydzie i w regionie (Falkland Islands Dependencies, FID) w obliczu roszczeń terytorialnych Argentyny oraz uniemożliwienie flocie niemieckiej korzystania z portów i zapasów na stacjach wielorybniczych.
Wielka Brytania uzyskała pierwszą stałą bazę na kontynencie antarktycznym – Bazę D nad Zatoką Nadziei, która funkcjonowła do 1967 roku. W trakcie operacji przeprowadzono m.in. badania geologiczne, topograficzne, biologiczne i glacjologiczne, a także dokonano zmapowania terenu. Zapoczątkowało to działalność Falkland Islands Dependencies Survey, późniejszej British Antarctic Survey.

## Nazwa
Nazwa operacji prowadzonej w mrokach antarktycznej zimy pochodzi od nazwy paryskiego klubu nocnego Bal Tabarin, który znany był organizatorom operacji przed II wojną światową.

## Historia

### Tło historyczne
Podczas II wojny światowej niemieckie okręty wojenne atakowały statki wielorybnicze i handlowe na Oceanie Południowym, zatapiając tysiące ton cargo. Okręty te chowały się przy wyspach antarktycznych, gdzie w opuszczonych stacjach wielorybniczych znajdowały paliwo.
Wielka Brytania była zaniepokojona tym procederem i możliwością wykorzystania przez Niemców naturalnego portu Deception Island w archipelagu Szetlandów Południowych czy innych dogodnych miejsc wzdłuż Półwyspu Antarktycznego, które stanowiłyby dogodną bazę do ataków w strategicznie położonej Cieśninie Drake’a łączącej Ocean Atlantycki z Oceanem Spokojnym.
Ponadto Wielka Brytania była zaniepokojona również roszczeniami terytorialnymi Argentyny na kontynencie antarktycznym. Choć oficjalnie Argentyna była państwem neutralnym, to sympatyzowała z Niemcami i wykorzystała czas wojny, by przejąć obszar Półwyspu Antarktycznego i przybrzeżnych wysp. W 1939 roku Argentyna ustanowiła narodową komisję ds. Antarktyki, a w lutym 1942 roku potwierdziła swoje roszczenia wobec sektora między 25° a 68°34′W i wysłała w region ekspedycję, która dotarła do Deception Island i Argentine Islands. Sektor ten był częścią sektora między 20° a 80° W, do którego prawo rościła sobie Wielka Brytania – Falkland Islands Dependencies (FID).
W natychmiastowej odpowiedzi na ruch Argentyny, w styczniu 1943 roku Wielka Brytania wysłała statek „HMS Carnarvon Castle”, by potwierdzić brytyjskie roszczenia do Deception Island i Signy Island.

### Przygotowanie operacji

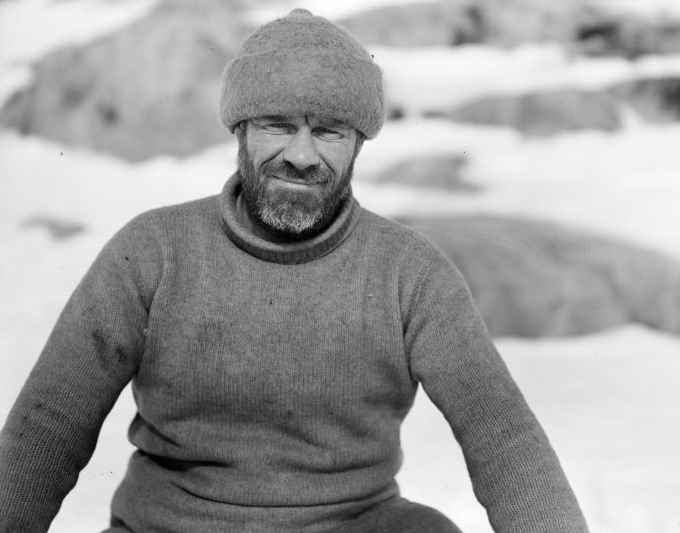
James Marr (1944)

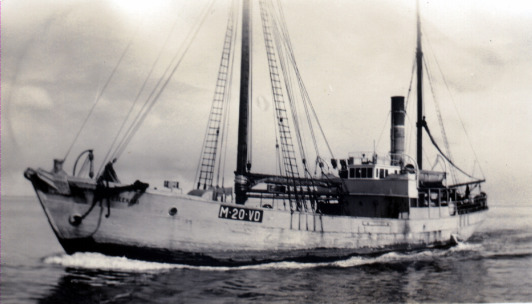
„Veslekari”

28 stycznia 1942 roku rząd Wielkiej Brytanii zatwierdził przeprowadzenie operacji w Antarktyce celem zabezpieczenia trwałej obecności Wielkiej Brytanii w regionie oraz uniemożliwienie flocie wroga korzystania z portów i zapasów na stacjach wielorybniczych. Na misję wysłano niewielki oddział (14 ludzi) – Naval Party 145. Operację zorganizował Urząd Kolonialny (ang. Colonial Office), lecz misja działała pod dowództwem Royal Navy.
Operacja była tajna, a przygotowania do niej trwały kilka miesięcy. Dowódcą wyprawy mianowano szkockiego biologa i polarnika Jamesa Marra (1902–1965). Statkiem ekspedycji była norweska jednostka „Veslekari”, którą przemianowano na „Bransfield” na cześć brytyjskiego odkrywcy Półwyspu Antarktycznego oficera Royal Navy Edwarda Bransfielda (1785–1852). Załogę tworzyło 3 oficerów i 15 marynarz pod komendą Victora Marchesiego – Naval Party 146. Jednak po załadunku okazało się, że jednostka przeciekała i ekspedycję przeładowano na „HMS Highland Monarch”.
Zadaniem wyprawy było założenie baz na Deception Island (Baza B), na Coronation Island (Baza C) i na północno-wschodnim krańcu Półwyspu Antarktycznego nad Zatoką Nadziei (Baza D).

### Przebieg operacji

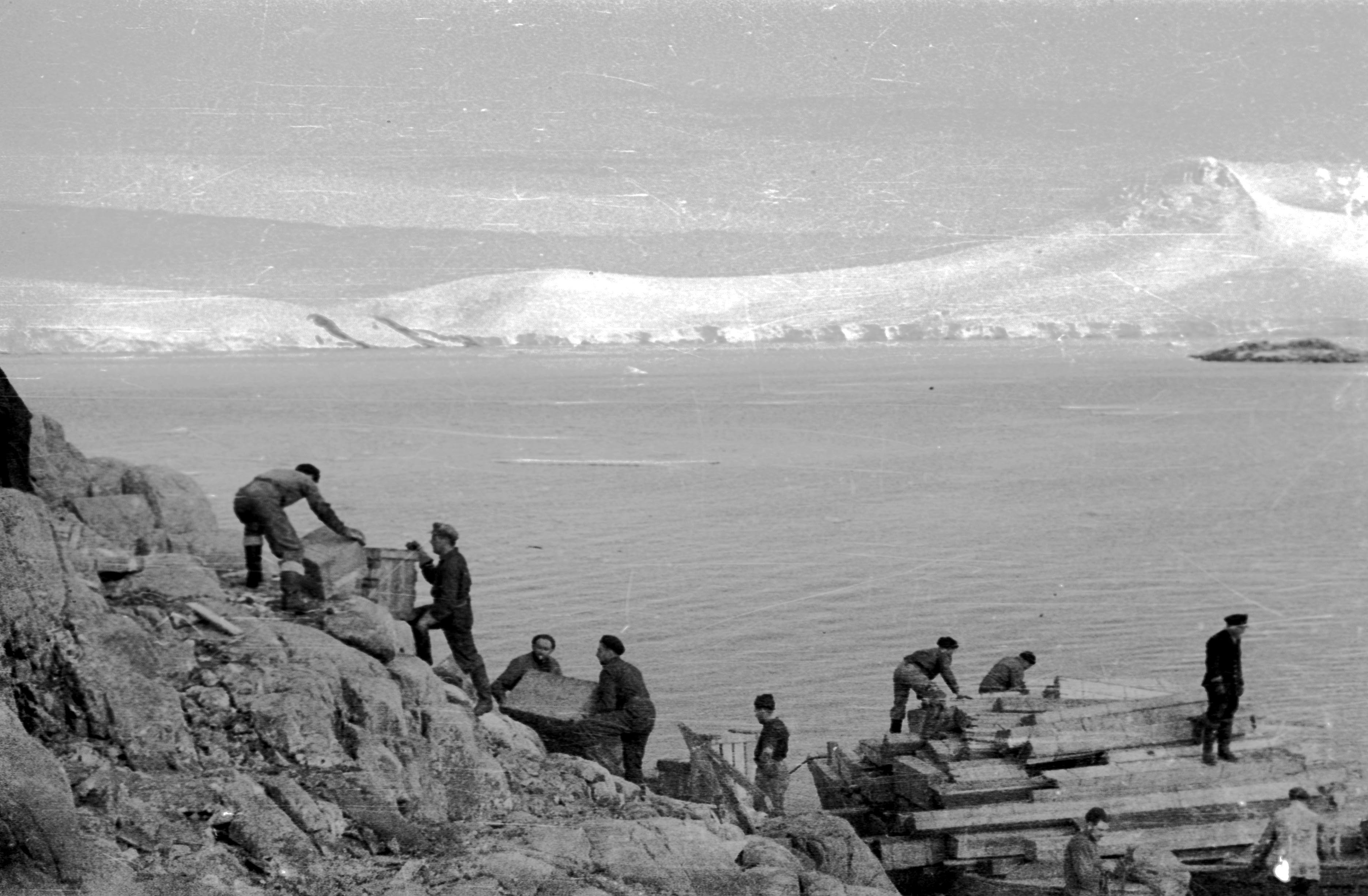
Rozładowywanie zapasów w Port Lockroy (1944)

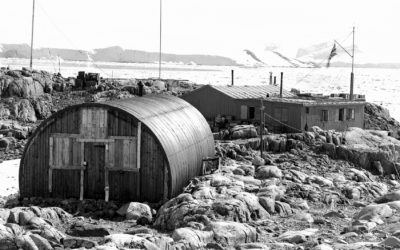
Baza A, Port Lockroy (1945)

Wyprawa wyruszyła 14 grudnia 1943 roku i przez Gibraltar, Dakar i Montevideo, dotarła do Port Stanley na Falklandach 26 stycznia 1944 roku.
Przy wsparciu jednostek „HMS William Scoresby” i „SS Fitzroy” założono Bazę B na Deception Island 3 lutego 1944 roku. Na wyspie znaleziono flagę Argentyny zostawioną przez Argentyńczyków w lutym 1943 roku. Zadaniem załogi Bazy B była obserwacja okolicy, wypatrywanie wrogich jednostek, badania lodu morskiego w Cieśninie Bransfielda oraz badania prądów powietrznych przy zastosowaniu balonów.
Nie udało się jednak wylądować nad Zatoką Nadziei i alternatywna Baza A powstała w Port Lockroy na Wiencke Island u wybrzeży Ziemi Grahama. Również na tej wyspie znaleziono flagę Argentyny zostawioną przez Argentyńczyków w lutym 1943 roku. Zadaniem załogi Bazy A była kontynuacja badań Johna Rymilla (1905–1968) zapoczątkowanych podczas Brytyjskiej Ekspedycji do Ziemi Grahama (ang. British Graham Land Expedition) (1934–1937), m.in. mapowanie terenu oraz zbieranie okazów geologicznych i biologicznych.
Brak bazy na kontynencie nie został dobrze przyjęty przez rząd brytyjski, który zlecił znalezienie lepszego statku ekspedycji, zdolnego do operacji w warunkach lodowych Antarktyki. Trwająca wojna uniemożliwiła znalezienie odpowiedniej jednostki w Europie – ostatecznie statek wyczarterowano od nowofundlandzkiej firmy Bowring Bros. – była to stara, powolna jednostka „Eagle”. Statkiem dowodził Robert Carl Sheppard, który wybrał 27-osobową załogę. Na potrzeby wyprawy zakupiono również 25 psów zaprzęgowych. Planowo statek miał dotrzeć na Falklandy pod koniec grudnia 1944 roku, jednak problemy z silnikiem, choroba załogi oraz niesprzyjające warunki pogodowe spowodowały, że „Eagle” pojawił się w Port Stanley 17 stycznia 1945 roku. 24 stycznia wypłynął w kierunku Deception Island zamiarem popłynięcia dalej do Zatoki Nadziei, by założyć bazę na kontynencie. W trakcie potężnego sztormu Sheppard został poważnie ranny, co spowodowało kolejne opóźnienie.

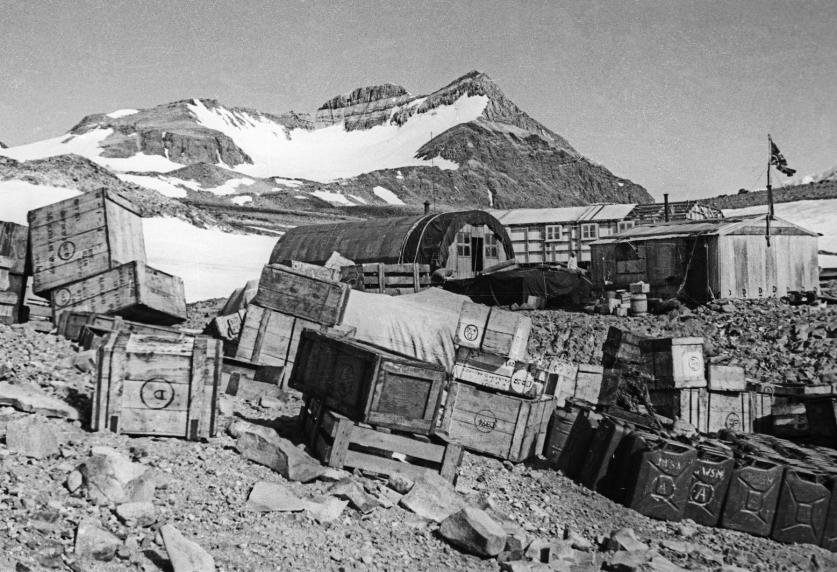
Budowa Bazy D (1945)

7 lutego 1945 rok Marr zrezygnował z wyprawy z powodu złego stanu zdrowia; dowództwo objął Kanadyjczyk kapitan Andrew Taylor. W końcu „Eagle” wyruszył w drogę na kontynent, 12 lutego wpływając przez wody Antarctic Sound do Zatoki Nadziei. Następnego dnia rozpoczęto budowę Bazy D, która została oficjalnie otwarta dwa dni później – wzniesiono flagę brytyjską i wzdłuż wybrzeża ustawiono cztery znaki informujące, że są to ziemie brytyjskie – „British Crown Lands”. Baza D stała się prężnym ośrodkiem wypraw badawczych przy użyciu psich zaprzęgów. W pierwszej ekspedycji tego typu brali udział Andrew Taylor, Elke Mackenzie (1911–1990), David P. James i Victor I. Russell, którzy pokonali 430 km i zbadali wschodnie wybrzeże Półwyspu Antarktycznego do Cape Longing na południowym krańcu Prince Gustav Channel i dalej na wschód do Snow Hill Island, przez Seymour Island na północ mijając Wyspę Jamesa Rossa. Podczas tej wyprawy odkryto wiele nowych wysp i dokonano zmapowania obszaru.
W lipcu 1945 roku, po zakończeniu II wojny światowej, operację przemianowano na Falkland Islands Dependencies Survey (FIDS) i przekształcono w organizację cywilną. Wobec roszczeń terytorialnych Argentyny i Chile FIDS zaczęło rozbudowywać sieć baz i do 1957–1958 roku zarządzało 11 stacjami badawczymi. W 1962 roku zmieniono jej nazwę na British Antarctic Survey .

## Znaczenie
Wielka Brytania uzyskała pierwszą stałą bazę na kontynencie antarktycznym . Bazy założone podczas operacji funkcjonowały przez ok. 20 lat – Baza A do 1962 roku, Baza B do 1967, a Baza D do 1964 roku . W trakcie operacji przeprowadzono m.in. badania geologiczne, topograficzne, biologiczne i glacjologiczne, a także dokonano zmapowania terenu . Zapoczątkowało to działalność Falkland Islands Dependencies Survey, późniejszej British Antarctic Survey .